# Viktor Kraemer junior

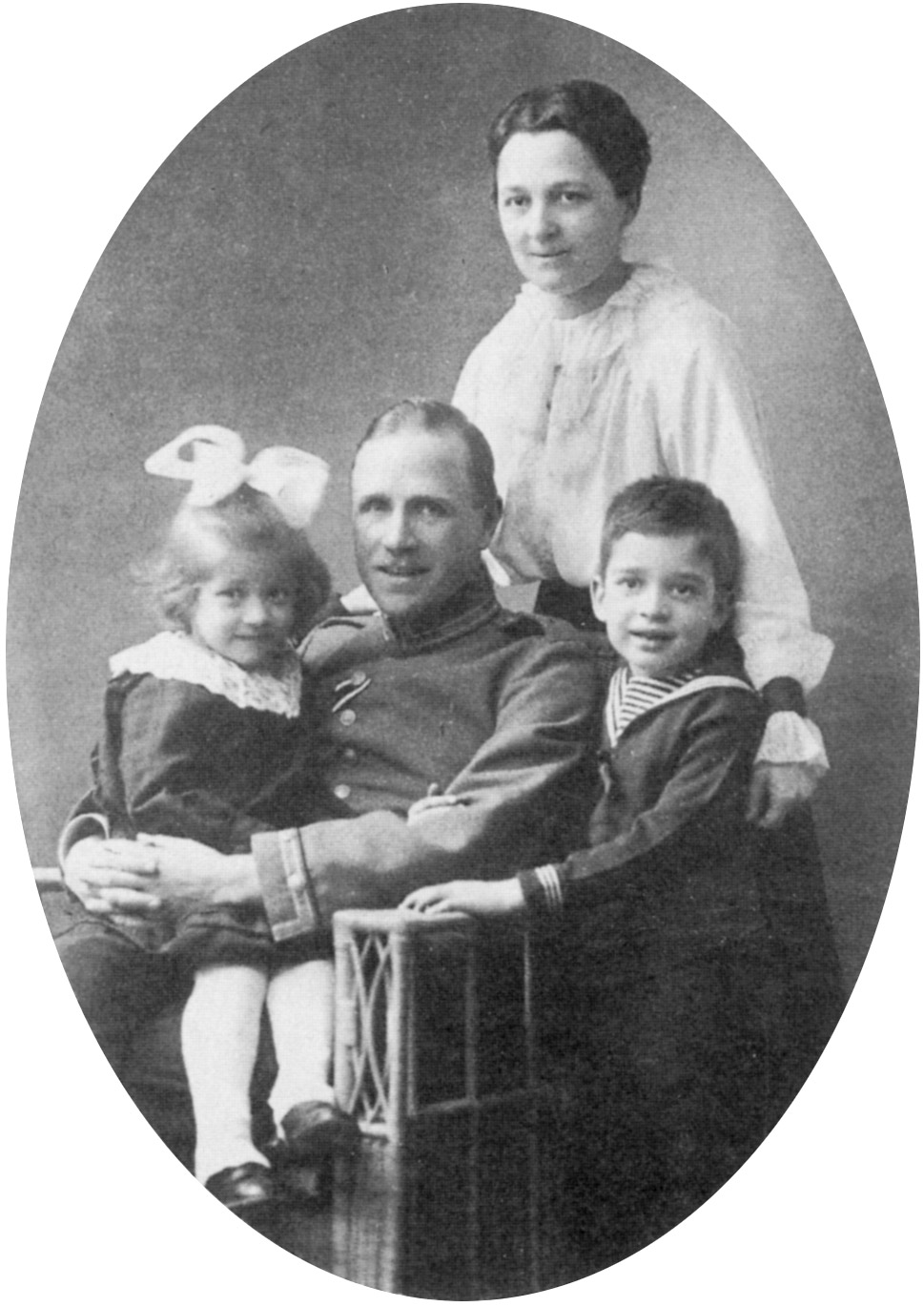
Viktor Kraemer junior um 1915 mit Frau Agnes und den Kindern Hans und Irene

Viktor Heinrich Ernst Kraemer junior (* 26. Mai 1881; † 17. Februar 1937) war ein Verleger in Heilbronn. Er trat 1902 in den Verlag seines Vaters Viktor Kraemer senior ein, übernahm nach dem Tod der Eltern die alleinige Verlagsleitung und gab die Neckar-Zeitung, den Heilbronner General-Anzeiger sowie die Heilbronner Abend-Zeitung heraus. Nach der Machtübernahme der Nationalsozialisten 1933 wurde Kraemer zum Verkauf seines Verlages gedrängt, seine Zeitungen wurden im Lauf des Jahres 1934 eingestellt.

## Leben
Er war einer der Söhne des gleichnamigen Heilbronner Verlegers Viktor Kraemer senior (1840–1911). Nach seiner Schulzeit und einem einjährigen Praktikum in der väterlichen Druckerei absolvierte er seinen Militärdienst beim Ulanenregiment 191 in Ulm. Danach war er Volontär in einer Buchdruckerei in Leipzig, wo er auch ein Semester an der juristischen Fakultät studierte. 1902 erlitt sein Vater einen Schlaganfall, woraufhin er nach Heilbronn zurückkehrte und in die Verlagsleitung der Schell’schen Buchdruckerei, Viktor Kraemer, Heilbronn eintrat. Das bedeutendste Blatt des Verlages, die liberale Neckar-Zeitung, entwickelte sich ab 1902 unter dem Chefredakteur Ernst Jäckh zu einer reichsweit beachteten Tageszeitung. 1904 unternahm Kraemer eine fünfmonatige Studienreise in die USA, wo er etwa 100 Zeitungsbetriebe besichtigte. 1909 heiratete er die Hotelierstochter Agnes Wasmus (1885–1972) aus Braunschweig. Das Paar erbaute sich an der Gutenbergstraße 55 in Heilbronn eine repräsentative Villa.
Nach dem Tod des Vaters 1911 gehörte auch dessen Witwe Lina bis zu ihrem Unfalltod 1914 der Verlagsleitung an. In jener Zeit wurde 1912 Theodor Heuss zum Chefredakteur der Neckar-Zeitung berufen. Kraemer nahm als Soldat am Ersten Weltkrieg teil. Aufgrund einer testamentarischen Regelung kam es 1917 zu einem meistbietenden Verkauf des väterlichen Unternehmens, wobei Viktor Kraemer junior während eines Fronturlaubs den Verlag für etwa zwei Millionen Mark erwarb. Zum 1. Januar 1918 wurde Erich Schairer von Kraemer als Chefredakteur der Neckar-Zeitung angestellt. Weil Schairer dort „linkes Gedankengut“ vertrat, kam es zum „Krach“ zwischen ihm und dem Verleger. Laut Uwe Jacobi hatte Kraemer zuvor eine „Pressezensur“ begangen, weil er am 15. November 1919 aus der Titelseite eine Glosse von Schairer aus der Druckplatte herauskratzen ließ. Dabei handelte es sich um einen Beitrag, der einen Vertreter der Dolchstoßlegende kritisierte. Schairer verließ die Neckar-Zeitung zum 1. Dezember 1919 und gründete 1920 die Heilbronner Sonntags-Zeitung. Kraemer erwarb unterdessen 1919 die bisherige Heilbronner Zeitung, die er ab 1920 als Heilbronner Abend-Zeitung herausgab. 1920 berief Kraemer Hans Franke zum Leiter des Feuilletons der Neckar-Zeitung.
Nach der Machtübernahme durch die Nationalsozialisten im Jahr 1933 wurde Kraemer durch den NS-Kreisleiter Richard Drauz aus dem Geschäft gedrängt. Zunächst hoffte er noch, wenigstens die Neckar-Zeitung weiterführen zu können. Nachdem sich im Spätjahr 1933 jedoch gewalttätige Übergriffe gegen Kraemer und Redakteur Franke ereigneten, verkaufte Kraemer seinen Verlag im Februar 1934 an die Heilbronner Tagblatt GmbH, die eine gleichnamige, NSDAP-nahe Zeitung herausgab. Als Kaufpreis für das wenige Jahre zuvor noch auf einen Wert von 1,5 Millionen Reichsmark geschätzte Unternehmen erhielt er 350.000 Reichsmark. Kraemers General-Anzeiger und die Abend-Zeitung wurden bereits im Frühjahr 1934 eingestellt, die Neckar-Zeitung erschien mit Hakenkreuz im Titel noch bis Ende 1934, als Heilbronner Morgenpost noch bis 1937.